# 79353 Андревалдай
79353 Андревалдай (1997 AF16, 2002 TT132, 79353 Andrewalday) — астероїд головного поясу.
Тіссеранів параметр щодо Юпітера — 3,588.